# 시렌

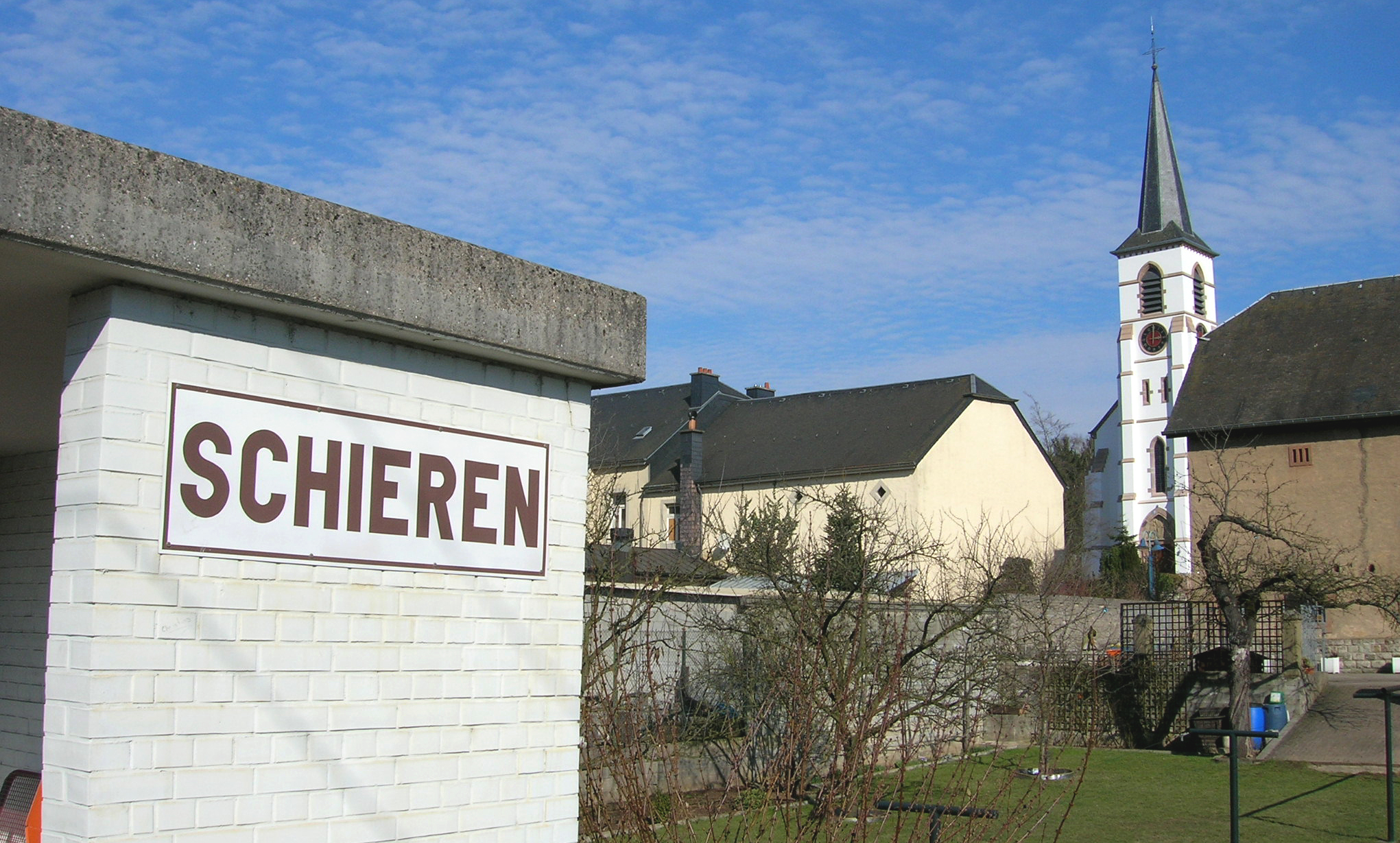
시렌 철도역과 교회

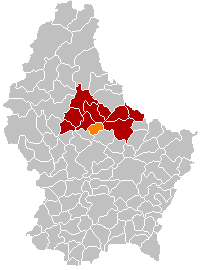
시렌의 위치

시렌(프랑스어: Schieren, 룩셈부르크어: Schieren, 독일어: Schieren)은 룩셈부르크 북동부 디키르히 구 디키르히 주에 위치한 도시로 면적은 10.41km2, 높이는 198 ~ 515m, 인구는 1,769명(2014년 기준), 인구 밀도는 170명/km2이다.

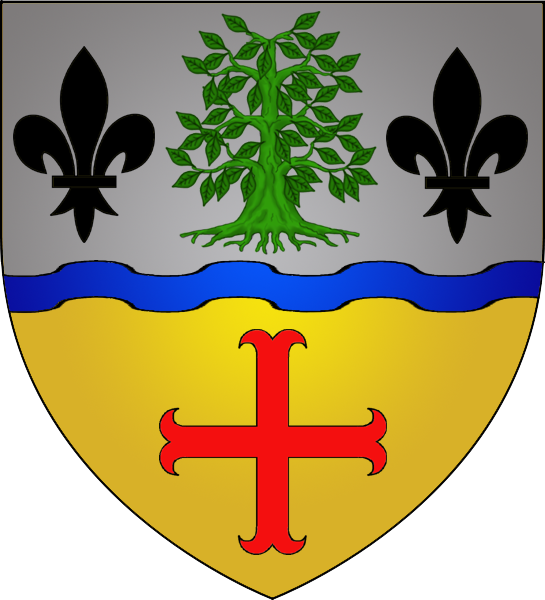
시 문장